# Volkswagen Scirocco
O Volkswagen Scirocco é um coupé cuja primeira versão tinha a mesma base do Golf I e que foi apresentado ao público no salão de genebra de 1974. As linhas retas e agressivas foram idealizadas por Giugiaro. O desenho original foi uma das ideias do desenhista para o Golf, porém a Volkswagen descartou-a. O projeto foi então apresentado ao fabricante de carrocerias especiais Karmann, e esta o desenvolveu e o lançou o produto como substituto para o Karmann Ghia.
Havia inicialmente três opções de motorização: 1,1l de 37 kW / 50 cv; 1,5l de 51 Kw / 70 cv e para a versão TS: 1,5l, de 85 cv. A partir 1976 chegou a dispor de motorização 1,6l, 81 kW / 110 cv.
Em 1981 iniciou-se o produção do Scirocco II e foi produzido até setembro de 1992, sendo substituído pelo VW Corrado (que já havia sido lançado em 1988).
A motorização variava de: 1,3 l, 44 kW / 60 cv até 1,8 l(16V), 102 kW / 139 cv.
Em 2008 foi lançado a 3ª geração do Scirocco fabricado em Palmela, Portugal. Sua produção foi encerrada em 2017.

## Scirocco I (1974–1982)
No início dos anos 1970, a Volkswagen começou a trabalhar no carro substituto para o envelhecido cupê Karmann Ghia, ao novo modelo, inicialmente foi dada a designação de Typ 53, posteriormente chamado de Scirocco. O apoio do novo carro, foi baseado na plataforma do Golf e Jetta, quase todas as partes do carro foram reprojetadas em favor de um estilo esportivo, que foi desenhadao por Giorgetto Giugiaro. Era mais elegante e mais alegre do que o Golf ou Jetta. O Scirocco foi colocado à venda na Europa em 1974 e na América do Norte em 1975. Apresentava uma gama de motores de quatro cilindros com deslocamentos 1.1-1.6 L (1.7 L na América do Norte (1975 1.5L (1471), 1976-1977 1.6L, 1.5L 1978 (1457), 1979-1981 1,6 nos modelos dos EUA).

## Scirocco II (1982-1992)

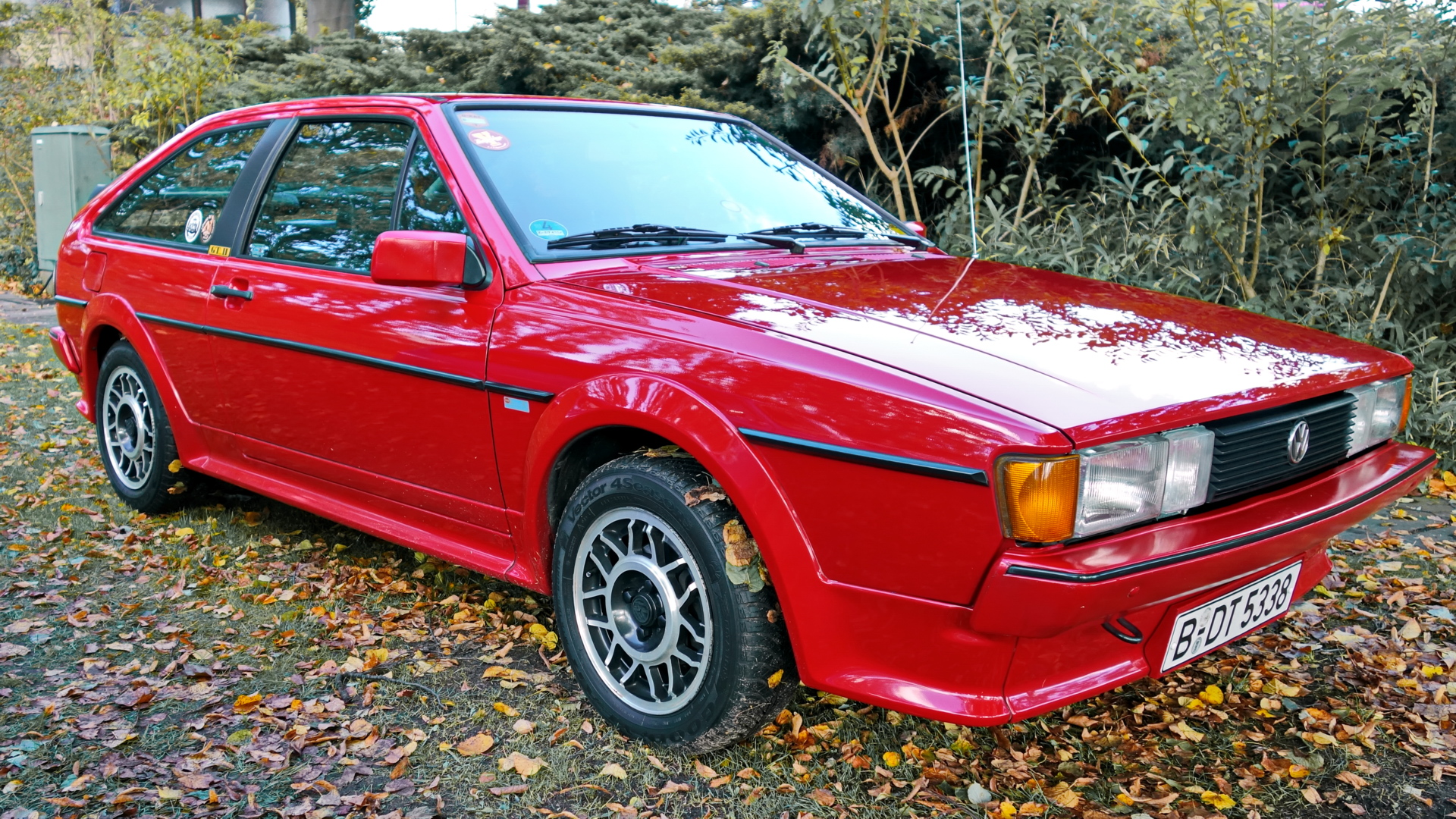
Scirocco II.

O Scirocco foi reprojetado e recebeu a designação de Typ 53B e foi colocado à venda em 1982 com o nome de Scirocco II (2a. Geração), embora tenha permanecido com a mesma plataforma A1. Uma característica única do Scirocco II foi a localização do meio spoiler traseiro até o vidro da porta traseira. Uma atualização ocorreu em 1984, que incluiu mudanças menores em relação ao modelo de 1982: compressor de ar condicionado redesenhado e um interruptor de luz de freio montado no pedal em vez de no cilindro-mestre. Interior de couro, vidros elétricos e espelhos e teto solar manual foram opções oferidas para todos os anos. Mecanismo de potência e torque aumentou continuamente ao longo dos anos. 1982 e 1983 os modelos produzidos 74 cv (55 kW) e 90 ft · lbf (120 N · m) de torque, o código do motor era PT. Em 1984 os modelos produzidos 90 cv (67 kW) e 100 ft · lbf (140 N · m) de torque, o código do motor foi JH. Em meados de 1986, um modelo de 16 válvulas foi lançado nos Estados Unidos e Canadá, que inclui uma saia de corpo inteiro, maior spoiler traseiro. Os dois motores oferecidos eram o código PL (com 123 cv (92 kW) e 120 ft · lbf (160 N · m) de torque), e o código KR, somente Europa, (139 hp (104 kW)). Como a primeira geração do Scirocco, o carro foi montado em nome da Volkswagen Karmann de Osnabrück. As vendas do Scirocco continuaram até 1988 nos Estados Unidos, 1989 no Canadá e 1992 na Alemanha. O Scirocco foi efetivamente substituído pelo VW Corrado.

## Scirocco III (2008–2017)

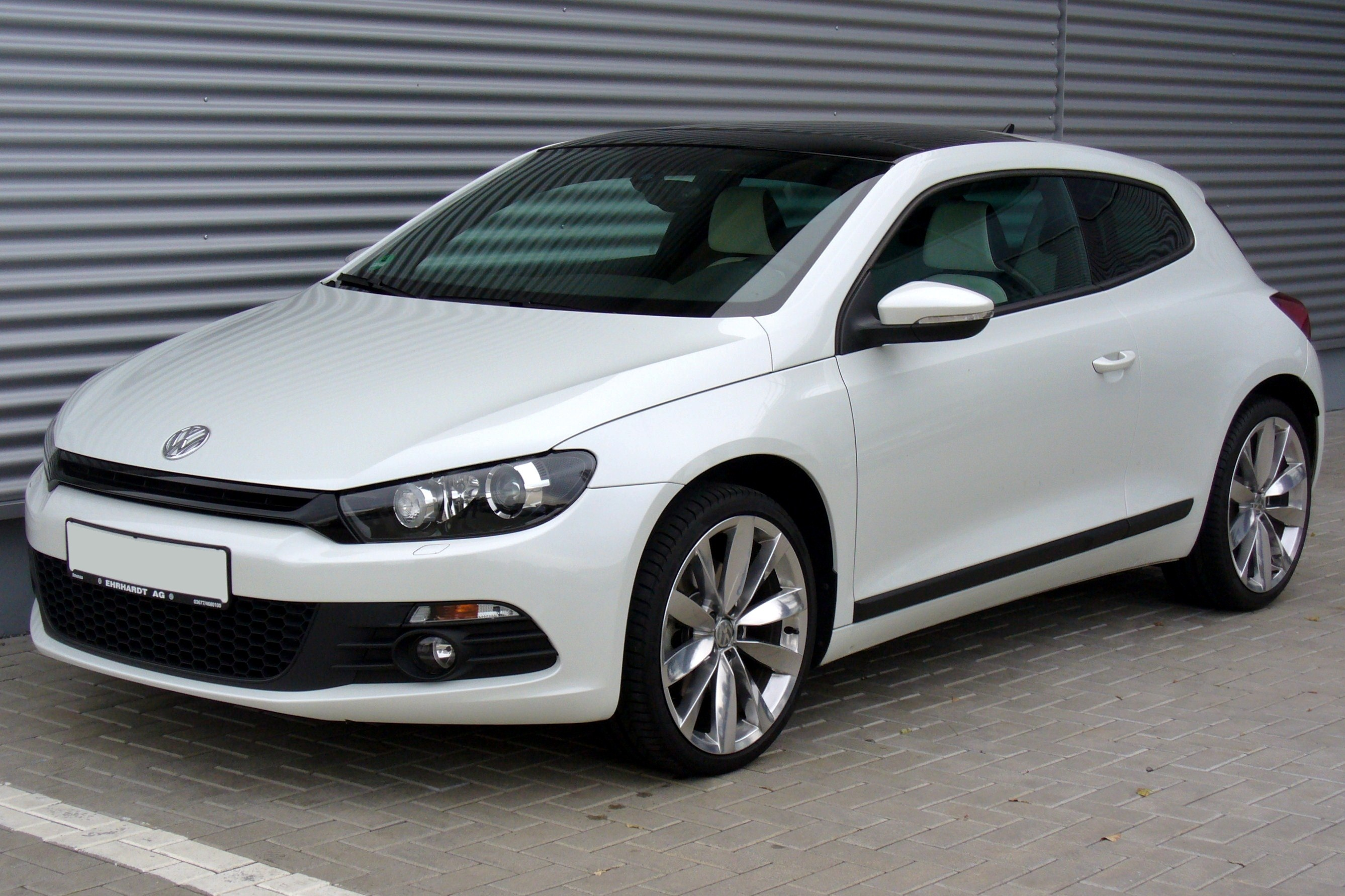
Scirocco III.

Em junho de 2006, a Volkswagen anunciou oficialmente a produção do novo modelo do Scirocco, que seria montado na fábrica AutoEuropa, em Palmela, Portugal. Ao novo modelo, inicialmente foi dada a designação de Typ 13, e sua montagem foi baseada na plataforma do Golf V. Foi apresentado em 2008 na "Geneva Motor Show". Foi posto à venda no verão de 2008 na Europa, estendendo as vendas para outros países, no início de 2009.
Em outubro de 2017 foi anunciado o fim da produção do modelo, com o seguinte anuncio na pagina Alemã da marca “O Scirocco já não pode ser encomendado com especificações individuais. Mas pode comprar veículos já fabricados.”